# أحمد تقوي
أحمد تقوي (بالفارسية: احمد تقوی) هو لاعب كرة قدم إيراني. حضر احمد تقوي خلال مسيرته الرياضية في عدة فرق ومنها فريق باس حمدان لكرة القدم الإيراني.